# Poroi
Poroi (in greco antico: Πόροι?), tradotto anche con il titolo Modi e mezzi o Le Entrate,  è un'opera di Senofonte sulla finanza ateniese del IV secolo a.c.

## Struttura
Questo lavoro, composto da cinque capitoli, rappresenta uno studio delle finanze ateniesi indicando anche proposte affinché la città possa risollevarsi.
Nel capitolo 1, Senofonte elenca le qualità naturali di Atene che dovrebbero consentirle di avere un reddito sufficiente. Senofonte elenca ragioni come l'abbondanza di risorse naturali come la pietra e l'argento in Attica come fonti di reddito. Un altro punto era che le stagioni più docili nella regione consentivano maggiori capacità agricole. Senofonte fa anche riferimento al fatto che Atene si trova in una posizione centrale in Grecia, buona per il commercio via terra e via mare e isolata dai barbari. Nel capitolo 2, viene suggerito che Atene dovrebbe aumentare la popolazione dei meteci come mezzo per aumentare le entrate, identificandoli come una delle principali fonti di reddito a causa del loro obbligo di pagare le tasse alla città di Atene. Suggerisce di incentivare gli stranieri diminuendo i doveri loro richiesti per rimanere ad Atene e fidelizzare la città. In particolare, solleva l'alleggerimento dei meteci dei loro doveri di fanteria per la città per diminuire il pagamento che Atene deve far loro per il loro servizio, mantenendo i loro pagamenti e rendendo anche la fanteria ateniese completamente composta da cittadini. Altri incentivi suggeriti da Senofonte sono privilegi come la concessione ai meteci della capacità di prestare servizio nella cavalleria e di possedere terre all'interno delle mura di Atene. 
Nel capitolo 3, Senofonte solleva i motivi per cui Atene sarebbe un grande centro commerciale e quindi aumenterebbe le entrate attraverso esportazioni, vendite, affitti e dogane. Afferma che il commercio attraverso Atene sarebbe il migliore e il più sicuro soprattutto per i commercianti, perché la valuta di Atene è già distribuita tra diverse regioni della Grecia. Analogamente alle idee sollevate nel capitolo precedente, Senofonte suggerisce di incentivare il commercio con Atene rendendo i mercati più equi nella gestione delle controversie e riservando posti in prima fila nei teatri per i mercanti. Afferma che i cambiamenti hanno anche un costo relativamente basso rispetto al guadagno finanziario che la città vedrà. Altre idee per aumentare il commercio erano come la creazione di una flotta di navi commerciali pubbliche di proprietà dello stato da prestare ai mercanti. Si passa, poi, nel capitolo 4, ad accennare alle miniere d'argento e agli schiavi che vi lavoravano. Credeva che con un corretto funzionamento, le entrate che l'argento porterà ad Atene aumenteranno immensamente. Senofonte sostiene che un aumento della forza lavoro nell'industria mineraria dell'argento porterà grandi quantità di ricchezza, mentre l'aumento della forza lavoro in agricoltura si tradurrà semplicemente in un plateau di efficienza lavorativa. Pertanto, afferma che Atene dovrebbe aprire la propria industria mineraria agli stranieri oltre che ai cittadini. Sostiene inoltre che, poiché esiste una domanda infinita di argento, i consumatori comprerebbero più argento finché possono permetterselo, aumentando le entrate. Suggerisce anche la proprietà pubblica degli schiavi e di ottenere entrate prestandoli.
Nel capitolo 5, Senofonte insinua l'importanza della pace per ottenere tutti i vantaggi economici dello Stato. Suggerisce di istituire un consiglio di pace, che aumenterebbe l'attrattiva dello stato per gli ospiti di altri stati. Senofonte sostiene che Atene in pace è il luogo più attraente per tutti i tipi di visitatori e quindi non dovrebbe tentare di controllare altri stati con la forza. Senofonte suppone che Atene otterrebbe il sostegno della Grecia se volesse agire come garante della pace. Afferma inoltre di non sapere chiaramente se la pace sia più redditizia della guerra, ma che per esperienze passate la pace ha visto più soldi inviati al tesoro dove la guerra ha visto più soldi lasciare il tesoro. Infine, Senofonte conclude il suo saggio ricordando al concilio le meraviglie che i cambiamenti da lui proposti avrebbero portato ad Atene. Attira il consiglio sulle magnifiche feste che si terranno con maggiori entrate e maggiore sicurezza e qualità della vita per i cittadini. Avverte anche il consiglio, tuttavia, che dovrebbero mandare a chiamare Delfi per chiedere agli dei se questa è la strada giusta per Atene su cui continuare. Conclude il saggio, dicendo che con le benedizioni degli dei, l'azione di Atene avrebbe un impatto positivo, rendendola ricca ancora una volta.

## Analisi critica
Questo lavoro fu scritto nel 354 a.C. e si crede che sia l'ultima opera senofontea: mezzo secolo dopo la sconfitta di Atene nella guerra del Peloponneso, la città si trovava di fronte alla rovina finanziaria. Senofonte afferma esplicitamente lo scopo dell'operetta :
(trad. A. D'Andria)
In un periodo storico nel quale Atene è costretta a ripensare sé stessa e l'economia diventa uno dei temi fondamentali del dibattito pubblico, i Poroi appaiono fondamentali per ricostruire gli aspetti economici e le condizioni sociali dell'Atene del IV secolo. Composta all'indomani della Guerra Sociale, quest'opera non è soltanto l'ultimo lavoro di Senofonte, ma anche la prova della sua riconciliazione con Atene, città alla quale lascia in eredità un insieme di idee e lezioni volte a farle riacquistare una posizione di preminenza all'interno della Grecia. Senofonte legittima, come in parte aveva già fatto nell'Economico, le idee di capitale, guadagno e profitto; introduce il concetto, per certi versi rivoluzionario, di finanziamento dal basso e investimento sul lungo periodo. 
L'opera ci permette di acquisire una visione diversa dell'economia e dell'amministrazione ateniese, anche perché Senofonte delinea un ambizioso programma di riforma finanziaria per la città e, così facendo, modella per il suo lettore d'élite come un oratore pubblico potrebbe persuadere l'Assemblea ateniese ad accettare cambiamenti per migliorare la situazione cittadina in patria e all'estero.